# Estación Tinogasta
Tinogasta era una estación de ferrocarril ubicada en la ciudad de Tinogasta, en la provincia de Catamarca, en Argentina.

## Servicios
No presta servicios de pasajeros ni de cargas. Sus vías corresponden al Ramal A5 del Ferrocarril General Belgrano. Sus vías e instalaciones están bajo tutela de la Administración de Infraestructuras Ferroviarias.